# Ais (typographie)
Pour les articles homonymes, voir Ais.

L'atelier de Joost Amman en 1568 : au premier plan, l’ais sur lequel reposent les feuilles imprimées (à gauche) et non imprimées (à droite)

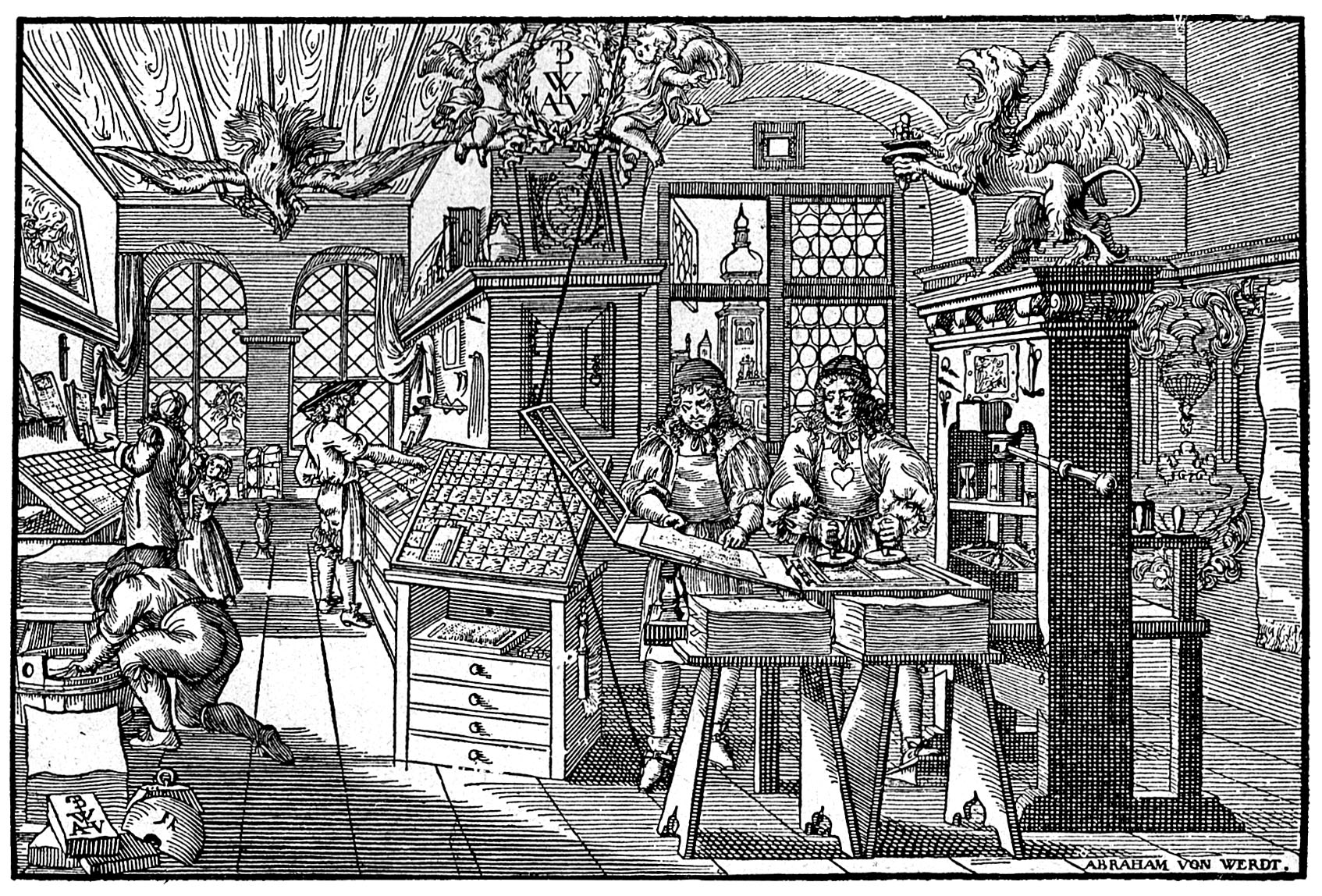
Atelier d’imprimerie, gravure sur bois par Abraham Van Wendt (XVIIe siècle). Ais portant les feuilles. À gauche, un ouvrier trempe les feuilles dans un baquet d’eau. On voit le poids qu’il mettra sur l’ais couvrant la pile de feuilles mouillées.

Dans un atelier d’imprimerie, un ais était une planche de bois servant de support pour des usages divers.
Le mot ais, du latin axis, en ancien français, désigne une planche, quel qu’en soit l’usage. On le trouve donc dans tous les domaines, celui de l’imprimerie ne faisant pas exception, mais ce n’est pas un terme technique particulier. Le mot s’est maintenu par habitude, plutôt que d’être remplacé par un mot plus courant comme « étagère », « planche », etc., avant de disparaître presque complètement.

## Atelier d’imprimerie
L’ais est une tablette, souvent coulissante, intégrée au rang, qui sert à placer une composition en cours ou en attente, et particulièrement au moment de la distribution (remise des caractères dans leurs casses).
À proximité de la presse, un ais supporte les feuilles préalablement humidifiées que le margeur va placer sous la presse. Les feuilles étant trempées dans un baquet d’eau, ou aspergées avec un balai, on les pose sur un ais, et on les recouvre d’un autre ais (une simple planche, donc), que l’on charge modérément, puis plus fort, et on laisse ainsi pendant quelques heures.

## Atelier de reliure
En reliure, l’ais est une planchette recouverte d’étoffe ou de peau, pour supporter les plats de couverture. Aux origines, les ais en bois constituaient les plats de couverture, avant d’être remplacés par du carton.
C’est ici un terme spécifique, qui est encore utilisé.